# Alt-Tannenburg
Die Burg Alt-Tannenburg, auch Alte Kuppe genannt,  ist eine abgegangene Spornburg auf einem Sporn des Herzberges, am Ortsrand von Nentershausen im Richelsdorfer Gebirge, im Landkreis Hersfeld-Rotenburg im nordöstlichen Landesteil von Hessen.

## Lage
Der Burgstall liegt nur etwa 200 m südwestlich von Nentershausen an einem Waldrand beim Friedhof des Dorfes und ist durch Wanderwegmarkierung leicht zu finden. Vor Ort ist eine Hinweistafel vorhanden.

## Beschreibung
Die vermutlich als Vorgängerbau der 700 m östlich befindlichen Burg Tannenberg errichtete Anlage stand auf der „alten Kuppe“, wo noch ein sichelförmiger Wallgraben erkennbar ist. Die Lage deutet auf den Wohnsitz eines Ortsadeligen hin.
Mauerreste, sofern es überhaupt eine steinerne Mauer gab, sind nicht mehr vorhanden. Alt-Tannenburg bestand vermutlich noch einige Zeit neben dem Neubau weiter.

## Geschichte
Alt-Tannenburg auf der „alten Kuppe“, wurde vermutlich vom Abt der Abtei Hersfeld errichtet, nachdem die Abtei im Jahre 1003 von König Heinrich II. den Wildbann für den Reichsforst „Eherinevirst“ (Knüllgebirge und Seulingswald) erhielt. Die Burg hatte zu dieser Zeit den Zweck, den nördlichen Teil des Reichsforstes zu kontrollieren.